# همیلتون (موزیکال)
همیلتون (انگلیسی: Hamilton) نام یک موزیکال است که به زندگی یکی از مؤسسان آمریکا الکساندر همیلتون می‌پردازد. این موزیکال که توسط لین-منیول میراندا و با الهام از کتابی از ران شرنو نوشته شده‌است اولین بار در ۲۰ ژانویه ۲۰۱۵ روی صحنه رفت و موفقیت فراوان آن باعث شد که از تئاتر عمومی نیویورک به برادوی برود. همان سال نامزد ۱۶ جایزه تونی و برنده ۱۱ تای آن شد.